# Prima Categoria Marche 1965-1966
Il campionato di calcio di Prima Categoria 1965-1966 è stato il V livello del campionato italiano. A carattere regionale, fu il settimo campionato dilettantistico con questo nome dopo la riforma voluta da Zauli del 1958.
Questi sono i gironi organizzati dal Comitato Regionale Marchigiano per la regione Marche.

## Girone A

### Squadre partecipanti
| Squadra               | Città (provincia)        | Stagione precedente |
| --------------------- | ------------------------ | ------------------- |
| Ava Victoria          | Pesaro                   |                     |
| Pol. Cagliese         | Cagli (PS)               |                     |
| S.S. Enzo Andreanelli | Ancona                   |                     |
| U.S. Falco            | Acqualagna (PS)          |                     |
| A.S. Falconarese      | Falconara Marittima (AN) |                     |
| U.S. Fermignanese     | Fermignano (PS)          |                     |
| S.S. Forsempronese    | Fossombrone (PS)         |                     |
| Gherardi Jesi         | Jesi (AN)                |                     |
| U.S. Junior           | Ancona                   |                     |
| S.S. Matelica         | Matelica (MC)            |                     |
| C.S.I. Momet          | Fano (PS)                |                     |
| U.S. Pergolese        | Pergola (PS)             |                     |
| A.S. Urbino           | Urbino                   |                     |
| U.S. Vigor Senigallia | Senigallia (AN)          |                     |

### Classifica finale
|  | Pos. | Squadra          | Pt | G  | V  | N  | P  | GF | GS | DR  |
|  | ---- | ---------------- | -- | -- | -- | -- | -- | -- | -- | --- |
|  | 1.   | Urbino           | 42 | 26 | 19 | 4  | 3  | 66 | 21 | +45 |
|  | 1.   | Vigor Senigallia | 42 | 26 | 18 | 6  | 2  | 65 | 22 | +43 |
|  | 3.   | Falconarese      | 37 | 26 | 15 | 7  | 4  | 40 | 17 | +23 |
|  | 4.   | Falco            | 33 | 26 | 14 | 5  | 7  | 50 | 27 | +23 |
|  | 4.   | Pergolese        | 33 | 26 | 14 | 5  | 7  | 47 | 25 | +22 |
|  | 6.   | Forsempronese    | 29 | 26 | 10 | 9  | 7  | 41 | 33 | +8  |
|  | 7.   | Ava Victoria     | 25 | 26 | 8  | 9  | 9  | 34 | 34 | 0   |
|  | 7.   | Gherardi Jesi    | 25 | 26 | 11 | 3  | 12 | 36 | 44 | -8  |
|  | 9.   | CSI Momet Fano   | 22 | 26 | 6  | 10 | 10 | 21 | 32 | -11 |
|  | 10.  | Matelica         | 20 | 26 | 6  | 8  | 12 | 18 | 41 | -23 |
|  | 11.  | Cagliese         | 15 | 26 | 2  | 11 | 13 | 17 | 41 | -24 |
|  | 11.  | Junior           | 15 | 26 | 3  | 9  | 14 | 18 | 49 | -31 |
|  | 12.  | Enzo Andreanelli | 14 | 26 | 3  | 8  | 15 | 19 | 46 | -27 |
|  | 14.  | Fermignanese     | 12 | 26 | 4  | 4  | 18 | 33 | 73 | -40 |

Legenda:

      Ammesso alle finali regionali.
      Retrocesso in Seconda Categoria.
Note:

Due punti a vittoria, uno a pareggio, zero a sconfitta.
Pari merito in caso di pari punti.

### Spareggio per il 1º posto in classifica
|        | Risultato             |                  | Luogo e data           |
| ------ | --------------------- | ---------------- | ---------------------- |
| Urbino | 5 - 3 (dopo i rigori) | Vigor Senigallia | Pesaro, 15 maggio 1966 |
|        |                       |                  |                        |

## Girone B

### Squadre partecipanti
| Squadra                   | Città (provincia)        | Stagione precedente |
| ------------------------- | ------------------------ | ------------------- |
| G.S. Castelfidardo        | Castelfidardo (MC)       |                     |
| S.S. Corridonia           | Corridonia (MC)          |                     |
| A.S. Cuprense             | Cupra Marittima (AP)     |                     |
| A.C. Elpidiense           | Sant'Elpidio a Mare (AP) |                     |
| Giorgiana Macerata        | Macerata                 |                     |
| U.S. Loreto Calcio        | Loreto (AN)              |                     |
| S.S. Montegiorgio         | Montegiorgio (AP)        |                     |
| U.S. Osimana              | Osimo (AN)               |                     |
| S.S. Piano San Lazzaro    | Ancona                   |                     |
| S.S. Portorecanati        | Porto Recanati (MC)      |                     |
| S.S. Potenza Picena       | Potenza Picena (MC)      |                     |
| S.S. Pro Calcio P. Pellei | Ascoli Piceno            |                     |
| U.S. Recanatese           | Recanati (MC)            |                     |
| S.S. Settempeda           | San Severino Marche (MC) |                     |

### Classifica finale
|  | Pos. | Squadra              | Pt | G  | V  | N  | P  | GF | GS | DR  |
|  | ---- | -------------------- | -- | -- | -- | -- | -- | -- | -- | --- |
|  | 1.   | Portorecanati        | 45 | 26 | 21 | 3  | 2  | 46 | 10 | +36 |
|  | 2.   | Recanatese           | 37 | 26 | 16 | 5  | 5  | 34 | 19 | +15 |
|  | 3.   | Castelfidardo        | 36 | 26 | 16 | 4  | 6  | 48 | 22 | +26 |
|  | 4.   | Elpidiense           | 35 | 26 | 14 | 7  | 5  | 37 | 23 | +14 |
|  | 5.   | Osimana              | 32 | 26 | 14 | 4  | 8  | 43 | 31 | +12 |
|  | 6.   | Settempeda           | 28 | 26 | 10 | 8  | 8  | 24 | 21 | +3  |
|  | 7.   | Corridonia           | 27 | 26 | 8  | 11 | 7  | 34 | 34 | 0   |
|  | 8.   | Giorgiana Macerata   | 24 | 26 | 8  | 8  | 10 | 25 | 28 | -3  |
|  | 9.   | Potenza Picena       | 19 | 26 | 7  | 5  | 14 | 22 | 36 | -14 |
|  | 10.  | Pro Calcio P. Pellei | 18 | 26 | 3  | 12 | 11 | 17 | 24 | -7  |
|  | 10.  | Loreto               | 18 | 26 | 7  | 4  | 15 | 23 | 38 | -15 |
|  | 10.  | Montegiorgio         | 18 | 26 | 5  | 8  | 13 | 15 | 35 | -20 |
|  | 13.  | Cuprense             | 16 | 26 | 4  | 8  | 14 | 21 | 40 | -19 |
|  | 14.  | Piano San Lazzaro    | 11 | 26 | 4  | 3  | 19 | 19 | 47 | -28 |

Legenda:

      Ammesso alle finali regionali.
      Retrocesso in Seconda Categoria.
  Retrocesso e in seguito riammesso.
Note:

Due punti a vittoria, uno a pareggio, zero a sconfitta.
Pari merito in caso di pari punti.

## Finali regionali
- Portorecanati-Urbino 2-0 (22/5/1966)